# Sertularella exigua
Sertularella exigua är en nässeldjursart som beskrevs av Thompson 1879. Sertularella exigua ingår i släktet Sertularella och familjen Sertulariidae. Inga underarter finns listade i Catalogue of Life.